# Gentiana laevigata
Gentiana laevigata är en gentianaväxtart som beskrevs av Carl Friedrich Philipp von Martius och Gal.. Gentiana laevigata ingår i släktet gentianor, och familjen gentianaväxter. Utöver nominatformen finns också underarten G. l. hintoniorum.